# Морські янголи
Морські янголи (Gymnosomata, від gymnos — «голий» та soma — «тіло», дослівно «голотілі») — велика клада (зазвичай класифікується як ряд) черевоногих молюсків. Представники — невеликі вільно плаваючі пелагічні морські слимаки. Всі морські янголи — хижаки, що харчуються іншими плаваючими морськими слимаками.

## Таксономія
За сучасною таксономією черевоногих Буше-Рокруа (2005), клада включає:
- Надродина Clionoidea:
  - родина Clionidae;
  - родина Cliopsidae;
  - родина Notobranchaeidae;
  - родина Pneumodermatidae.
- Надродина Hydromyloidea:
  - родина Hydromylidae;
  - родина Laginiopsidae.

## Спосіб життя
Морські янголи — це хижаки, що харчуються іншими черевоногими з клади Thecosomata. Їхній спосіб життя еволюціонував разом зі способом життя їхньої жертви, а стратегія їхнього годування адаптувалася до морфології та властивостей покривів представників Thecosomata.
Стратегії полювання морських янголів різноманітні; деякі форми вистежують здобич із засідки; інші активно її переслідують. Швидкість їхнього метаболізму тісно пов'язана зі швидкістю метаболізму здобичі. Жертву розпізнають на дотик і хапають за допомогою конусоподібних виростів навколо рота, що іноді мають присоски. В роті містяться гачки та зубчаста радула, якими здобич позбавляється покривів.
Морські янголи населяють численні моря, від приполярних до екваторіальних. Плавають на глибині до 20 м завдяки крилоподібним параподіям («крилам»), які оточують тіло обтічної форми. Незважаючи на те, що вони зазвичай повільні, змахуючи параподіями один або два рази на секунду, вони здатні різко розвивати швидкість, коли їм потрібно переслідувати здобич. Для цього в них є окремий набір м'язів, які забезпечують швидші рухи.
Вони вилупляються з яєць, маючи мушлю, але, дорослішаючи, скидають її.